# Melanagromyza fistula
Melanagromyza fistula är en tvåvingeart som beskrevs av Mitsuhiro Sasakawa 1988. Melanagromyza fistula ingår i släktet Melanagromyza och familjen minerarflugor. Inga underarter finns listade i Catalogue of Life.